# Cắt bồ hóng
Cắt bồ hóng (danh pháp hai phần: Falco concolor) là một loài chim lá thuộc chi Cắt trong họ Cắt (Falconidae).
Loài này phân bố từ đông bắc châu Phi đến nam vịnh Ba Tư. Nó dài 32–37 cm, sải cánh dài 78–90 cm.

## Hình ảnh

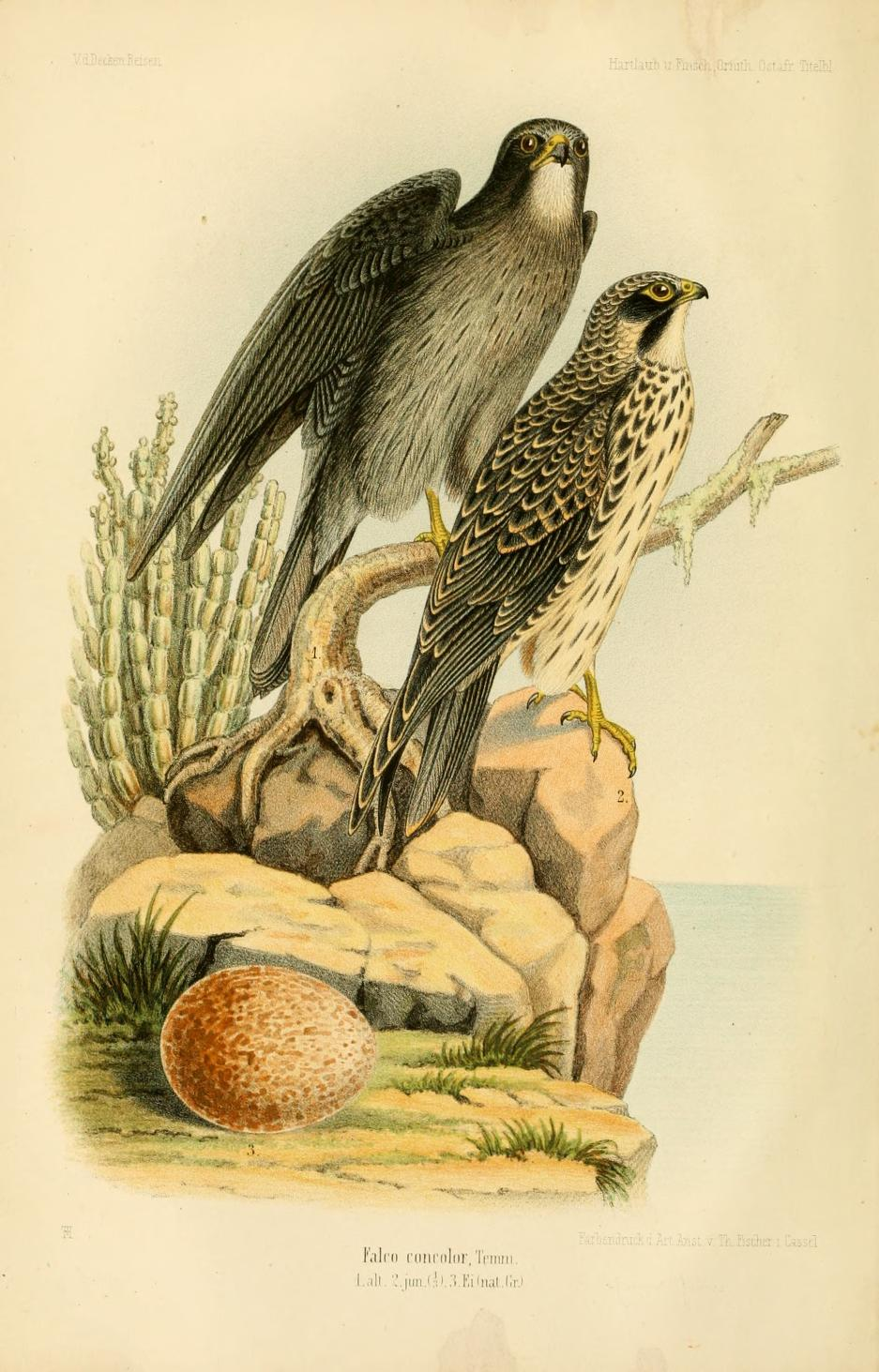
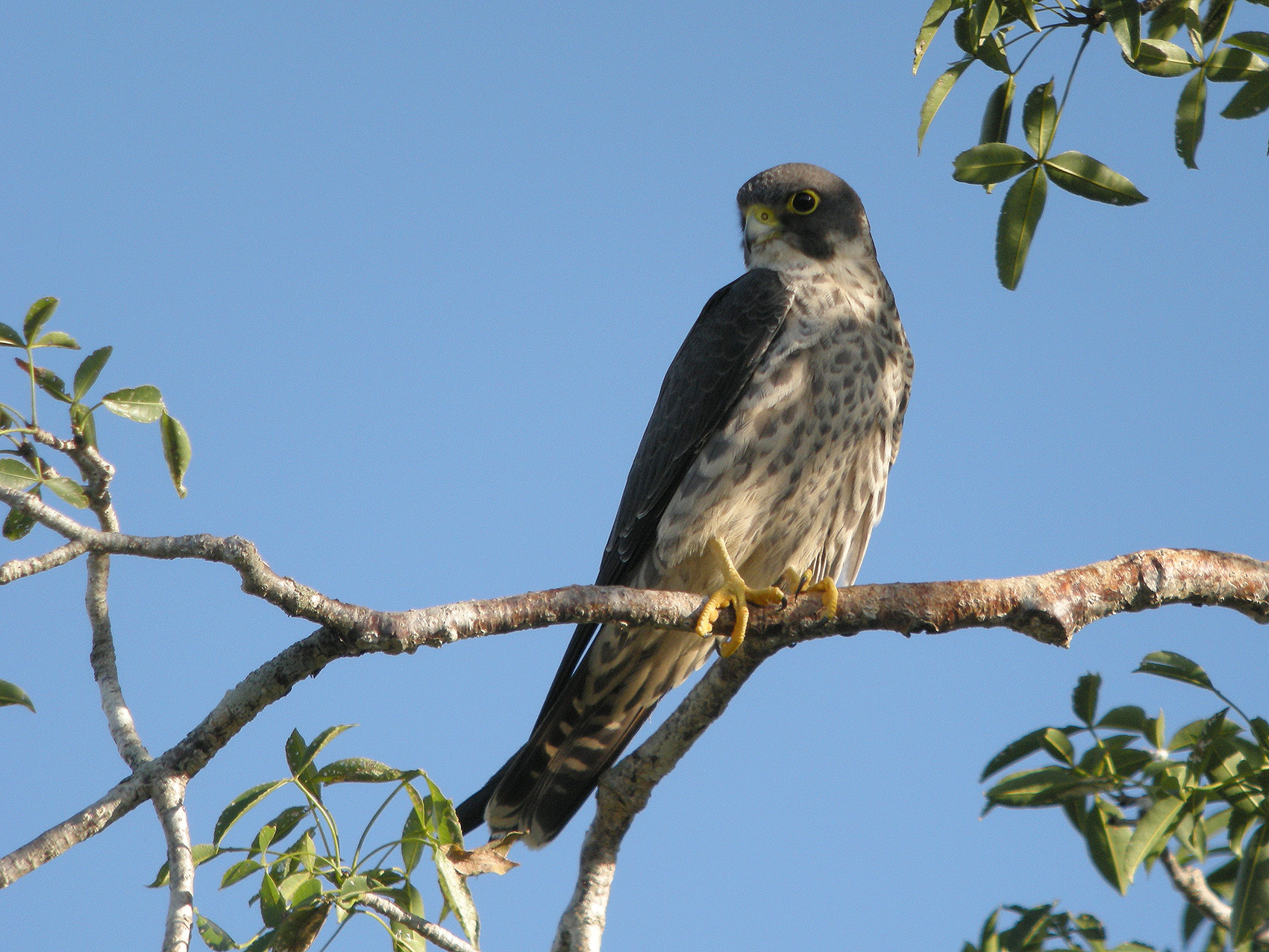
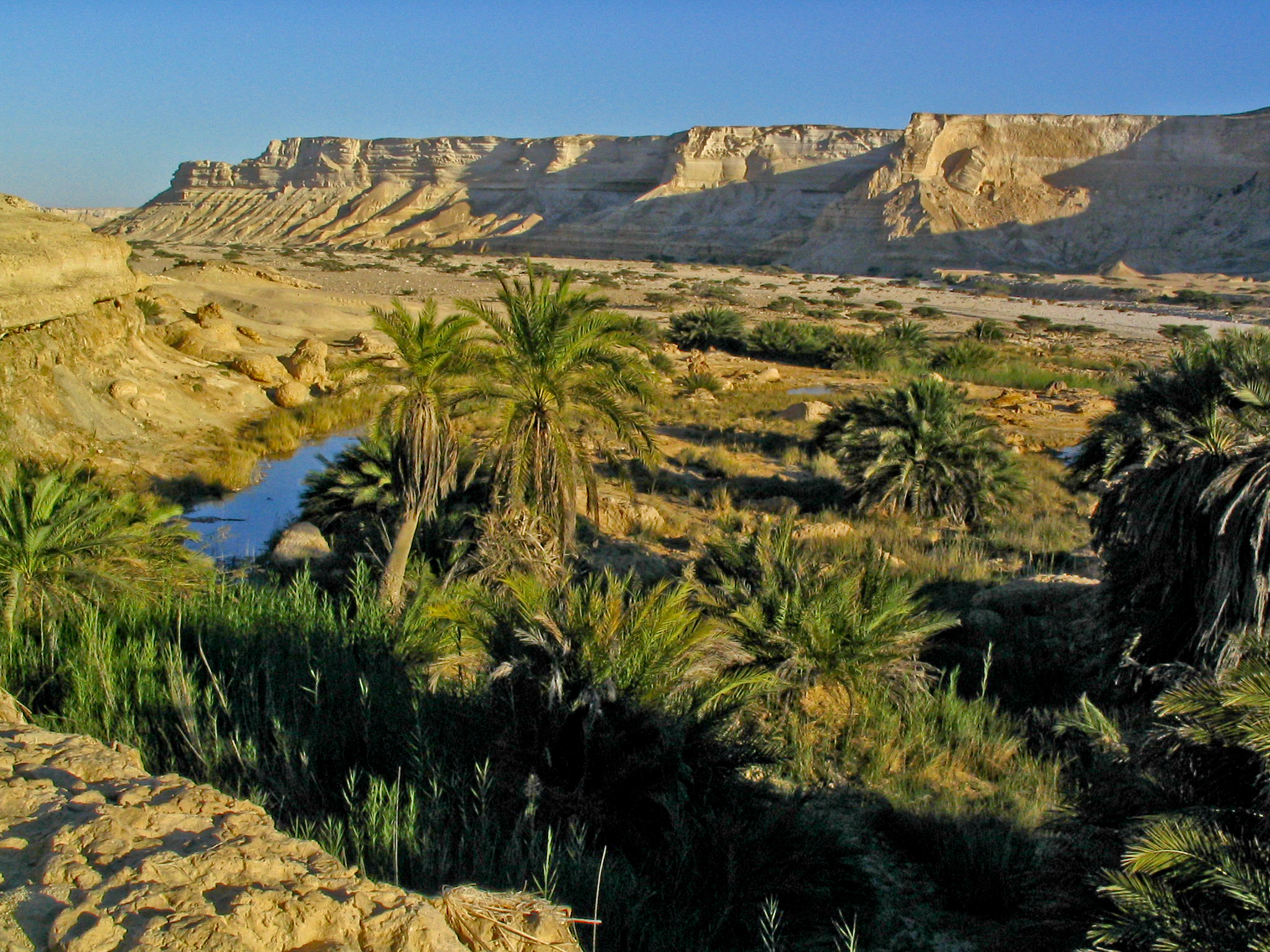
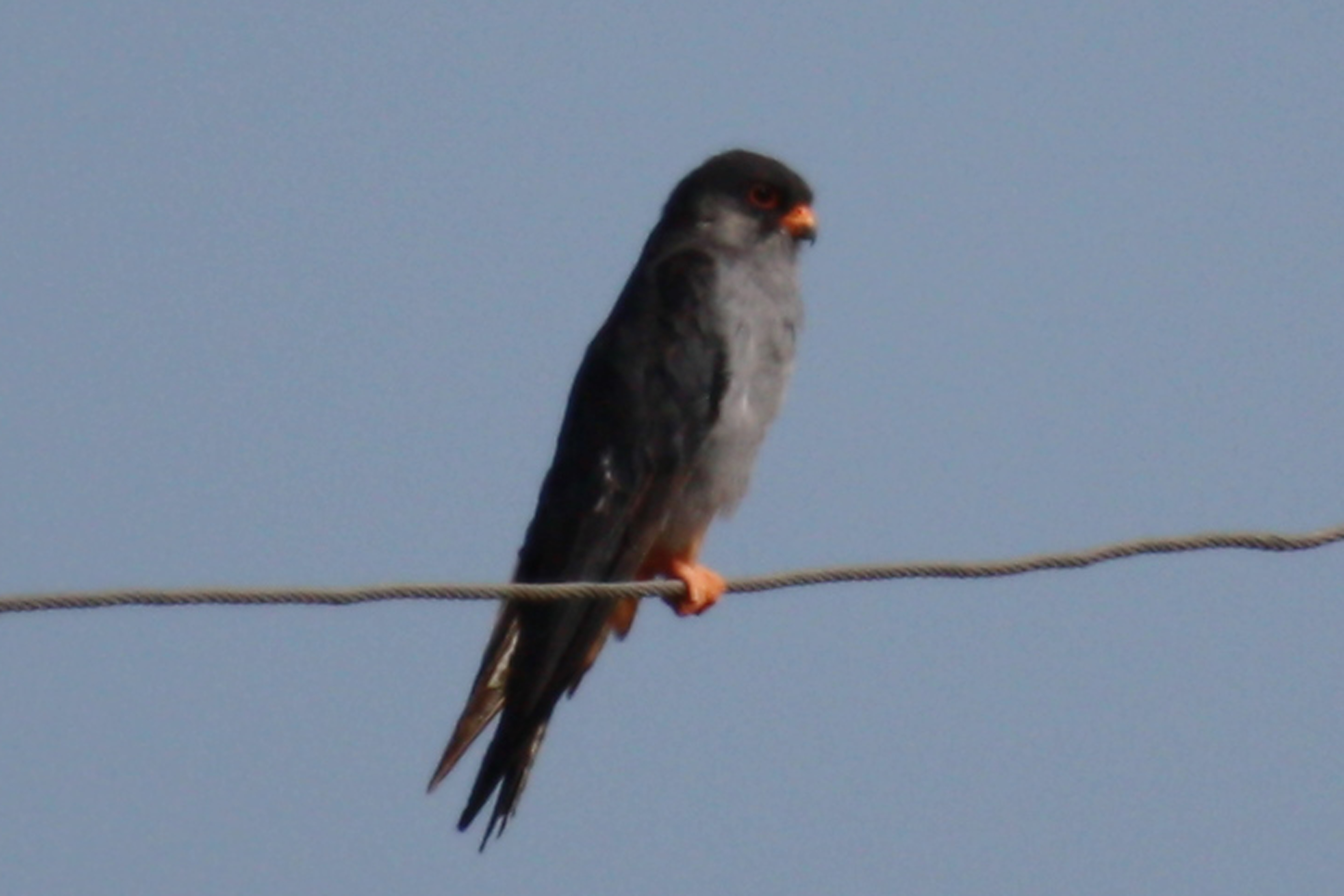